# National Hockey League 1972-1973
La stagione 1972-1973 è stata la 56ª edizione della National Hockey League. La stagione regolare iniziò il 7 ottobre 1972 e si concluse il 1º aprile 1973, mentre i playoff della Stanley Cup terminarono il 24 aprile 1973. I New York Rangers ospitarono l'NHL All-Star Game presso il Madison Square Garden il 30 gennaio 1973. I Montreal Canadiens sconfissero i Chicago Blackhawks nella finale di Stanley Cup per 4-2, conquistando il diciottesimo titolo nella loro storia.
Quell'anno la National Hockey League venne sconvolta dalla nascita di una rivale, la prima vera alternativa alla NHL dai tempi della WCHL scioltasi nel 1926, la World Hockey Association che però a differenza della WCHL non ambiva alla conquista della Stanley Cup. La WHA debuttò quell'anno con dodici franchigie distribuite fra Stati Uniti e Canada, in alcuni casi nelle città dove erano già presenti delle formazioni della NHL. Tale decisione costrinse la NHL a creare in breve tempo due nuove squadre che andassero a occupare due nuovi palazzetti appena inaugurati, nacquero così i New York Islanders e gli Atlanta Flames portando le partecipanti a 16.
Altro grave pericolo per la NHL fu quello della fuga di diversi giocatori dalla NHL alla WHA; ciò generò a una competizione sfrenata per assicurarsi i giovani migliori durante i Draft e sui ricchi ingaggi che offrivano alcune squadre della WHA. Caso più celebre fu quello di Bobby Hull, leggenda dei Blackhawks convinto a trasferirsi ai Winnipeg Jets dal primo contratto milionario nella storia dell'hockey su ghiaccio.

## Squadre partecipanti
- Atlanta Flames
- Boston Bruins
- Buffalo Sabres
- California Golden Seals
- Chicago Blackhawks
- Detroit Red Wings
- Los Angeles Kings
- Minnesota North Stars

- Montreal Canadiens
- New York Islanders
- New York Rangers
- Philadelphia Flyers
- Pittsburgh Penguins
- St. Louis Blues
- Toronto Maple Leafs
- Vancouver Canucks

## Pre-season

### NHL Expansion Draft
L'Expansion Draft si tenne il 6 giugno 1974 presso il Queen Elizabeth Hotel di Montréal, in Québec. Il draft ebbe luogo per permettere di completare il roster delle due nuove franchigie iscritte in NHL a partire dalla stagione 1972-1973, gli Atlanta Flames e i New York Islanders.

### NHL Amateur Draft
L'Amateur Draft si tenne l'8 giugno 1972 presso il Queen Elizabeth Hotel di Montréal, in Québec. I New York Islanders nominarono come prima scelta assoluta l'ala destra canadese Billy Harris. Altri giocatori rilevanti all'esordio in NHL furono Steve Shutt, Bill Barber, Don Lever e Bob Nystrom.

### Summit Series
La Summit Series fu una serie di otto partite disputata fra il 2 e il 28 settembre 1972 fra il Canada e l'Unione Sovietica; le prime quattro sfide si giocarono in Canada mentre le ultime quattro si svolsero a Mosca. Esso fu il primo e storico confronto fra i professionisti della NHL e i campioni dell'Armata Rossa; alla fine vinsero i nordamericani con quattro vittorie, un pareggio e tre sconfitte.

## Stagione regolare

### Classifiche
= Qualificata per i playoff,       = Vincitore del Prince of Wales Trophy,       = Vincitore del Clarence S. Campbell Bowl

#### East Division
|    |                     | PG | V  | S  | N  | GF  | GS  | PT  |
| -- | ------------------- | -- | -- | -- | -- | --- | --- | --- |
| 1. | Montreal Canadiens  | 78 | 52 | 10 | 16 | 329 | 184 | 120 |
| 2. | Boston Bruins       | 78 | 51 | 22 | 5  | 330 | 235 | 107 |
| 3. | New York Rangers    | 78 | 47 | 23 | 8  | 297 | 208 | 102 |
| 4. | Buffalo Sabres      | 78 | 37 | 27 | 14 | 257 | 219 | 88  |
| 5. | Detroit Red Wings   | 78 | 37 | 29 | 12 | 265 | 243 | 86  |
| 6. | Toronto Maple Leafs | 78 | 27 | 41 | 10 | 247 | 279 | 64  |
| 7. | Vancouver Canucks   | 78 | 22 | 47 | 9  | 233 | 339 | 53  |
| 8. | New York Islanders  | 78 | 12 | 60 | 6  | 170 | 347 | 30  |

#### West Division
|    |                         | PG | V  | S  | N  | GF  | GS  | PT |
| -- | ----------------------- | -- | -- | -- | -- | --- | --- | -- |
| 1. | Chicago Blackhawks      | 78 | 42 | 27 | 9  | 284 | 225 | 93 |
| 2. | Philadelphia Flyers     | 78 | 37 | 30 | 11 | 296 | 256 | 85 |
| 3. | Minnesota North Stars   | 78 | 37 | 30 | 11 | 254 | 230 | 85 |
| 4. | St. Louis Blues         | 78 | 32 | 34 | 12 | 233 | 251 | 76 |
| 5. | Pittsburgh Penguins     | 78 | 32 | 37 | 9  | 257 | 265 | 73 |
| 6. | Los Angeles Kings       | 78 | 31 | 36 | 11 | 232 | 245 | 73 |
| 7. | Atlanta Flames          | 78 | 25 | 38 | 15 | 195 | 239 | 65 |
| 8. | California Golden Seals | 78 | 16 | 46 | 16 | 213 | 323 | 48 |

### Statistiche

#### Classifica marcatori
La seguente lista elenca i migliori marcatori al termine della stagione regolare.

| Giocatore       | Squadra             | PG | G  | A  | Pt  | +/- | MP |
| --------------- | ------------------- | -- | -- | -- | --- | --- | -- |
| Phil Esposito   | Boston Bruins       | 78 | 55 | 75 | 130 | +16 | 87 |
| Bobby Clarke    | Philadelphia Flyers | 77 | 37 | 67 | 104 | +32 | 80 |
| Bobby Orr       | Boston Bruins       | 63 | 29 | 72 | 101 | +56 | 99 |
| Rick MacLeish   | Philadelphia Flyers | 78 | 50 | 50 | 100 | +15 | 69 |
| Jacques Lemaire | Montreal Canadiens  | 77 | 44 | 51 | 95  | +59 | 16 |
| Jean Ratelle    | New York Rangers    | 78 | 41 | 53 | 94  | +24 | 12 |
| John Bucyk      | Boston Bruins       | 78 | 40 | 53 | 93  | +18 | 12 |
| Frank Mahovlich | Montreal Canadiens  | 78 | 38 | 55 | 93  | +42 | 51 |
| Mickey Redmond  | Detroit Red Wings   | 76 | 52 | 41 | 93  | +6  | 24 |
| Jim Pappin      | Chicago Blackhawks  | 76 | 41 | 51 | 92  | +25 | 84 |

#### Classifica portieri
La seguente lista elenca i migliori portieri al termine della stagione regolare.

| Giocatore        | Squadra               | PG | Min  | V  | S  | P  | GS  | SO | MGS  |
| ---------------- | --------------------- | -- | ---- | -- | -- | -- | --- | -- | ---- |
| Ken Dryden       | Montreal Canadiens    | 54 | 3165 | 33 | 7  | 13 | 119 | 6  | 2.26 |
| Gilles Villemure | New York Rangers      | 34 | 2040 | 20 | 12 | 2  | 78  | 3  | 2.29 |
| Tony Esposito    | Chicago Blackhawks    | 56 | 3340 | 32 | 17 | 7  | 140 | 4  | 2.51 |
| Roy Edwards      | Detroit Red Wings     | 52 | 3012 | 27 | 17 | 7  | 132 | 6  | 2.63 |
| Dave Dryden      | Buffalo Sabres        | 37 | 2018 | 14 | 13 | 7  | 89  | 3  | 2.65 |
| Roger Crozier    | Buffalo Sabres        | 49 | 2633 | 23 | 13 | 7  | 121 | 3  | 2.76 |
| Doug Favell      | Philadelphia Flyers   | 44 | 2419 | 20 | 15 | 4  | 148 | 4  | 2.83 |
| Rogatien Vachon  | Los Angeles Kings     | 53 | 3120 | 22 | 20 | 10 | 148 | 4  | 2.85 |
| Cesare Maniago   | Minnesota North Stars | 47 | 2736 | 21 | 18 | 6  | 132 | 5  | 2.89 |
| Jim Rutherford   | Pittsburgh Penguins   | 49 | 2660 | 20 | 22 | 5  | 129 | 3  | 2.91 |

## Playoff

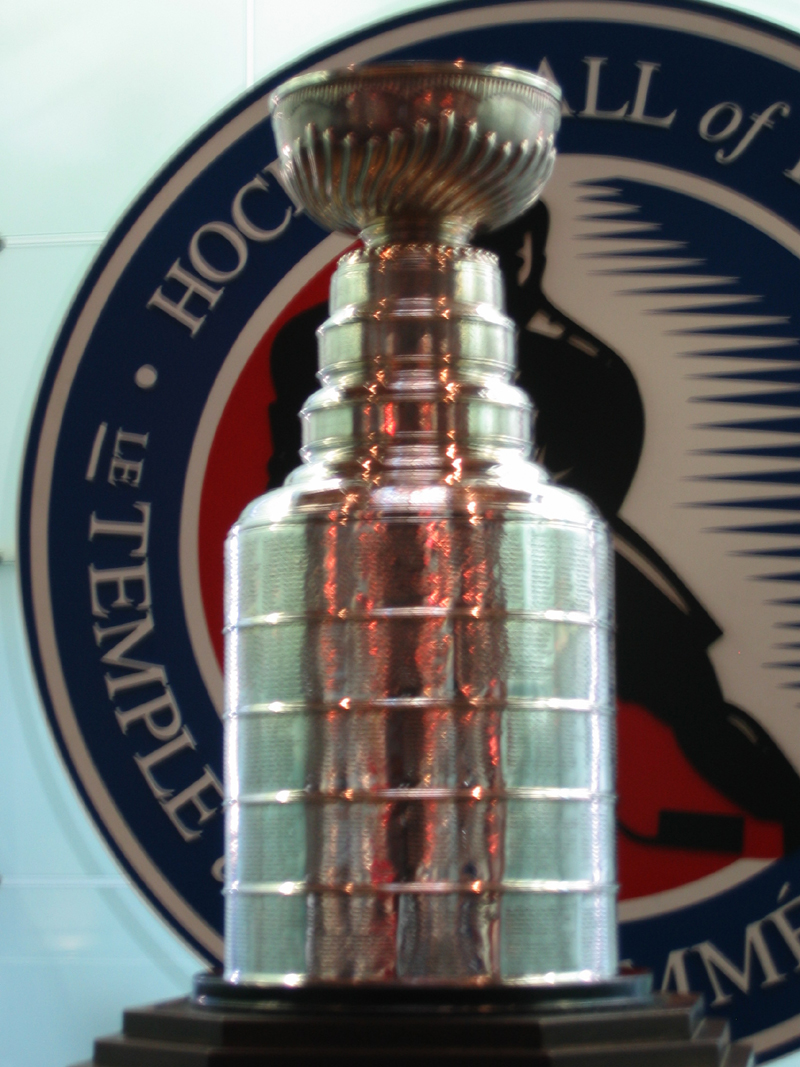
Il trofeo della Stanley Cup

Al termine della stagione regolare le migliori 8 squadre del campionato si sono qualificate per i playoff. I Montreal Canadiens ottennero il miglior record della lega con 120 punti.

### Tabellone playoff
I quarti di finale vedono affrontarsi squadre provenienti dalla stessa division, la prima qualificata contro la quarta e la seconda contro la terza; il tabellone è strutturato in modo che le vincitrici delle due division possano affrontarsi solo nella finale di Stanley Cup. In tutti e tre i turni di playoff si gioca al meglio delle sette sfide con il formato 2-2-1-1-1: la squadra migliore in stagione regolare avrebbe disputato in casa Gara-1 e 2, (se necessario anche Gara-5 e 7), mentre quella posizionata peggio avrebbe giocato nel proprio palazzetto Gara-3 e 4 (se necessario anche Gara-6).
|  | Quarti di finale | Quarti di finale      | Quarti di finale    |                    |                     | Semifinali         | Semifinali | Semifinali |  |  | Finale | Finale             | Finale |
|  |                  |                       |                     |                    |                     |                    |            |            |  |  |        |                    |        |
|  | E1               | Montreal Canadiens    | 4                   |                    |                     |                    |            |            |  |  |        |                    |        |
|  | E4               | Buffalo Sabres        | 2                   |                    |                     |                    |            |            |  |  |        |                    |        |
|  | E4               | Buffalo Sabres        | 2                   |                    | E1                  | Montreal Canadiens | 4          |            |  |  |        |                    |        |
|  |                  |                       |                     |                    | E1                  | Montreal Canadiens | 4          |            |  |  |        |                    |        |
|  |                  | W2                    | Philadelphia Flyers | 1                  |                     |                    |            |            |  |  |        |                    |        |
|  | W2               | W2                    | Philadelphia Flyers | 1                  | Philadelphia Flyers | 4                  |            |            |  |  |        |                    |        |
|  | W2               |                       |                     |                    | Philadelphia Flyers | 4                  |            |            |  |  |        |                    |        |
|  | W3               | Minnesota North Stars | 2                   |                    |                     |                    |            |            |  |  |        |                    |        |
|  |                  |                       |                     |                    |                     |                    |            |            |  |  | E1     | Montreal Canadiens | 4      |
|  |                  |                       | W1                  | Chicago Blackhawks | 2                   |                    |            |            |  |  |        |                    |        |
|  | W1               | Chicago Blackhawks    | 4                   |                    |                     |                    |            |            |  |  |        |                    |        |
|  | W4               | St. Louis Blues       | 1                   |                    |                     |                    |            |            |  |  |        |                    |        |
|  | W4               | St. Louis Blues       | 1                   |                    | W1                  | Chicago Blackhawks | 4          |            |  |  |        |                    |        |
|  |                  |                       |                     |                    | W1                  | Chicago Blackhawks | 4          |            |  |  |        |                    |        |
|  |                  | E3                    | New York Rangers    | 1                  |                     |                    |            |            |  |  |        |                    |        |
|  | E2               | E3                    | New York Rangers    | 1                  | Boston Bruins       | 1                  |            |            |  |  |        |                    |        |
|  | E2               |                       |                     |                    | Boston Bruins       | 1                  |            |            |  |  |        |                    |        |
|  | E3               | New York Rangers      | 4                   |                    |                     |                    |            |            |  |  |        |                    |        |

### Stanley Cup
La finale della Stanley Cup 1973 è stata una serie al meglio delle sette gare che ha determinato il campione della National Hockey League per la stagione 1972-73. I Montreal Canadiens hanno sconfitto i Chicago Blackhawks in sei partite e si sono aggiudicati la diciottesima Stanley Cup nella loro storia.

## Premi NHL
- Stanley Cup: Montreal Canadiens
- Prince of Wales Trophy: Montreal Canadiens
- Clarence S. Campbell Bowl: Chicago Blackhawks
- Art Ross Trophy: Phil Esposito (Boston Bruins)
- Bill Masterton Memorial Trophy: Lowell MacDonald (Pittsburgh Penguins)
- Calder Memorial Trophy: Steve Vickers (New York Rangers)
- Conn Smythe Trophy: Yvan Cournoyer (Montreal Canadiens)
- Hart Memorial Trophy: Bobby Clarke (Philadelphia Flyers)
- James Norris Memorial Trophy: Bobby Orr (Boston Bruins)
- Lady Byng Memorial Trophy: Gilbert Perreault (Buffalo Sabres)
- Lester B. Pearson Award: Phil Esposito (Boston Bruins)
- Lester Patrick Trophy: Walter Bush
- Vezina Trophy: Ken Dryden (Montreal Canadiens)

### NHL All-Star Team
First All-Star Team
- Attaccanti: Frank Mahovlich • Phil Esposito • Mickey Redmond
- Difensori: Guy Lapointe • Bobby Orr
- Portiere: Ken Dryden

Second All-Star Team
- Attaccanti: Dennis Hull • Bobby Clarke • Yvan Cournoyer
- Difensori: Bill White • Brad Park
- Portiere: Tony Esposito